# 香工街站
香工街站是大连地铁1号线的地铁站，位于中国辽宁省大连市沙河口区与西岗区交界华北路与香工街交叉口，于2015年10月30日开通。

## 车站结构
香工街站沿华北路南北设置，为地下二层分离岛式站台车站，车站长187.5米，标准段宽41.5米，受东联路高架桥桩影响，车站地下一层设置分离式站厅，地下二层设置分离式站台，站台设置全高站台门。
| 地面                | 出入口 | B、C、D出入口 |
| 地下一层            | 站厅   | 客服中心、自动售票机、验票机 |
| 地下二层            | 站台   | \| \| \| █ 1号线往姚家（春柳） \| \| 分離式 · 開左邊车门 \| \| \| \| 通道连接两侧站台 \| \| \| \| 分離式 · 開左邊车门 \| \| \| \| \| \| █ 1号线往河口（中长街） \| |
|                     |        | █ 1号线往姚家（春柳） |
| 分離式 · 開左邊车门 |        | |
| 通道连接两侧站台    |        | |
| 分離式 · 開左邊车门 |        | |
|                     |        | █ 1号线往河口（中长街） |

## 车站出口
香工街站目前开放3个出口，各出口及周围设施如下所示：
| 出口编号            | 照片 | 出口指示         | 建议前往的目的地                                   |
| ------------------- | ---- | ---------------- | -------------------------------------------------- |
| B · 出口            |      | 华北路（东北侧） | 大连市市政管理处，大连市第五中学，西岗区工人村小学 |
| C · 出口 · （设有） |      | 华北路（西北侧） | 敦煌大厦，沙河口区华北路小学                       |
| D · 出口            |      | 华北路（西南侧） | 香工街，香沙农贸市场                               |
| 图例： 设有         |      |                  |                                                    |

## 接驳交通

### 公交车
- 香工街地铁站：25路、411路
- 香工街：6路、8路、25路、29路、411路、514路、532路、705路、705路区间、1101路、1104路、1105路、1106路、1106路加车、1108路、1108路加车、1109路、1201路、1302路、2003路、2004路
- BRT香工街：BRT快速公交、35路、405路

## 车站历史
- 2012年12月31日，车站主体结构封顶[4]。
- 2015年10月30日，车站随1号线一期通车开通[1]。